# Censos de Brasil

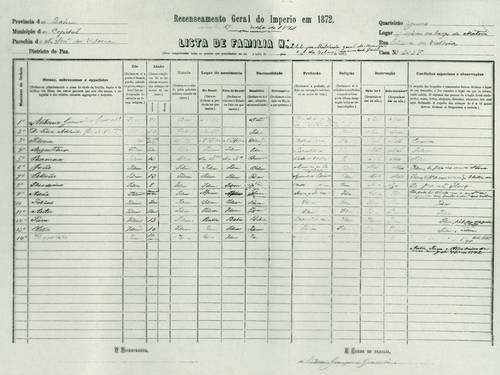
Lista de familia del censo de 1872.

Los censos demográficos de Brasil son una operación censitaria realizada a nivel nacional desde 1872 con la finalidad de contabilizar a la población brasileña y extraer informaciones sobre las características de esos habitantes.
El primer censo demográfico de Brasil reflejó, además del número de habitantes, informaciones como el sexto, condición de esclavitud, estado civil, nacionalidad, ocupación y religión.  Luego de unos años, otras informaciones pasaron a ser recabadas y hoy el cuestionario del censo responde a preguntas fundamentales que sirven de base para la definición de políticas públicas y planeamiento de entidades públicas y privadas de Brasil.
El Instituto Brasileño de Geografía y Estadística es el órgano responsable de realizar el censo demográfico brasileño desde 1940. El último censo realizado por el instituto corresponde al año 2022 que se realizó con dos años de retraso debido a la pandemia de COVID-19 y al recorte de la financiación de la operación. 